# 漢弗萊斯 (密蘇里州)
漢弗萊斯（英語：Humphreys）是位於美國密蘇里州沙利文縣的村。

## 人口
根據2020年美國人口普查的數據，漢弗萊斯的面積為0.65平方千米，皆為陸地。當地共有人口89人，而人口密度為每平方千米137人。